# Pegomya orientis
Pegomya orientis är en tvåvingeart som beskrevs av Masayoshi Suwa 1974. Pegomya orientis ingår i släktet Pegomya, och familjen blomsterflugor. Inga underarter finns listade i Catalogue of Life.